# Eu, Borg
„Eu, Borg” (titlu original: „I, Borg”) este al 23-lea episod din al cincilea sezon al serialului TV american științifico-fantastic Star Trek: Generația următoare și al 123-lea episod în total. A avut premiera la 11 mai 1992.
Episodul a fost regizat de Robert Lederman după un scenariu de René Echevarria.

## Prezentare
Nava USS Enterprise salvează un supraviețuitor borg, iar Picard plănuiește să-l folosească drept armă împotriva dușmanului săi absolut, expunându-l unui virus informatic. 

## Actori ocazionali
- Whoopi Goldberg – Guinan
- Jonathan Del Arco – Third of Five / Hugh